# Луи Жозеф Огюст Кастан
Луи Жозеф Огюст Кастан (на френски: Louis Josef Auguste Castagne) е френски дипломат в Османската империя.

## Биография
Роден на 5 май 1784 г. в Порт Морис в семейството на Мари Луиз Де Гра и Оноре Огюст Кастан, френски посланик в Порт Морис. След като завършва образованието си в Орб, Швейцария, между 1804 и 1808 г. е секретар в кметството в Марсилия, където се запознава с бъдещата си съпруга Софи Клемантин Баптистин Главани. След 1809 г. се занимава с търговия в Цариград. От 1813 до 1815 г. е избран за депутат от френската Търговска камара в Цариград. През 1817 г. е назначен за секретар на френското посолство в османската столица. Тази длъжност изпълнява до 1848 г. През 1827 г., за шест месеца, е изпратен в Смирна като управител на генералното консулство на Франция. При завръщането си в Цариград е натоварен със счетоводството и контрола на разходите по строежа и реконструкцията на Двореца на посолството на Франция (1838 – 1843). През 1842 г. е назначен за съветник по гражданско право и криминални дела към френското посолство. От 1843 до 1848 г. е президент на френския консулски трибунал.
Съвместно с брат си Луи Кастан и зет си Феликс Робер, а по-късно със синовете и зетьовете си развива търговска и финансова дейност. Отделя голяма част от свободното си време за астрономически проучвания и изследвания. Интересува се от история, археология и география. Умира на 18 октомври 1861 г.
Личният му архив е част от Родов фонд „Кастан – Дюрони“, който се съхранява във фонд 811К в Държавен архив – Варна.

## Отличия
Удостояван е с ордени:
- Кавалер на Кралския орден на Почетния легион на Франция (1821);
- Кавалер на Гръцкия Кралски орден на Спасението (1838);
- Кавалер на Божия гроб в Ерусалим (1840);
- Османски орден (с брилянти) „Нишан – Ифтихар“ (1841);
- Офицер на Кралския орден на Почетния легион на Франция (1845).[2]